# منتخب فنلندا تحت 19 سنة لكرة الطائرة للرجال
منتخب فنلندا تحت 19 سنة لكرة الطائرة للرجال هو ممثل فنلندا الرسمي في المنافسات الدولية في كرة طائرة تحت 19 سنة .